# Бібліотека № 137 (Київ)
Бібліотека № 137 (Київ) Дніпровського району м.Києва.

## Адреса
02218, Київ, проспект Романа Шухевича, 4-а
Працює: понеділок-четвер –  з 11- 00 до 19-00;
неділя – з 11-00  до 18-00;
п’ятниця, субота – вихідні;
останній день місяця – санітарний.
http://dniprolib.com.ua/lib0/liblib/12-lib9.html[недоступне посилання з червня 2019]

## Характеристика
Площа приміщення бібліотеки — 48 м², бібліотечний фонд — 10,0 тис. примірників. Щорічно обслуговує 750 користувачів, кількість відвідувань за рік — 4,5 тис., книговидач — 13,0 тис. примірників.

## Історія бібліотеки
Бібліотека № 137 відкрита у 1982 році. Вона є єдиною бібліотекою на масиві Райдужний. Значна увага приділяється роботі з юними читачами та людьми похилого віку. Основне завдання бібліотеки: допомогти в організації сімейного дозвілля і наданні інтегрованої інформації з різних питань освіти і культури.